# Iza de Kwiatkowska
Iza de Kwiatkowska ou Albazzi von Kwiatkowska, née en 1870 à Lopatynka et morte en 10 septembre 1928 à Paris, est une sculptrice polonaise.

## Biographie
Izabella de Kwiatkowska est la fille de Rogeslaje Kwiatkowski et de Waleria Mowieda.
Elle détourne son prénom Izza-B-la pour réaliser son pseudonyme Albazzi. Elle tient son atelier au 43 de la rue Jouffroy.
Élève de Daniel Dupuis et d'Alexandre Falguière, elle expose au Salon à partir de 1893.
Elle est nommée officier d'académie en 1897 après l'inauguration du médaillon en marbre au musée de Cluny, représentant son ancien directeur Alfred Darcel. Elle obtient une mention honorable en 1898.
Statuaire et médailleur, elle réalise pour l'Exposition universelle de 1900 la statue de la déesse de la lumière Électryone, placée au sommet du Palais lumineux Ponsin.
En 1912, elle vit au no 259 du Boulevard Pereire.
Domiciliée au no 10 de la rue Barye avec sa sœur Stasia, artiste peintre de 10 ans sa cadette.
Elle meurt célibataire à l'âge de 58 ans à l'hôpital Beaujon. Elle est inhumée le 13 septembre 1928 au cimetière parisien de Saint-Ouen.

## Distinctions
- Officier d'académie (1897)

## Œuvres exposées aux Salons parisiens
- Portrait du vitrarius J.-A. Ponsin (médaillon, bas-relief), au Salon de 1893
- Portrait d'Alfred Darcel, ancien conservateur du musée de Cluny ; marbre, au Salon de 1897
- Deux médaillons : 1. Profil de parisienne, étain. 2. Portrait, bronze, au Salon de 1897
- Portrait de Félix Faure ; médaille commémorative de son voyage en Russie et du voyage en France des Souverains russes ; bronze (face et revers), au Salon de 1899
- Un cadre contenant : 1. Portrait de M. Jules Janssen, membre de l’Institut, astronome ; médaille argent (face et revers), (appartient à M. Janssen). 2. Portrait de M. Camille Flammarion, astronome ; médaille argent (face et revers), (appartient à M. Flammarion), au Salon de 1899
- Alfred Darcel, officier de la Légion, d'honneur, ancien administrateur de la manufacture nationale des Gobelins, ancien conservateur du musée de Cluny ; bas-relief, marbre, au Salon de 1898[12].
- Le Vitrarius J.-A. Ponsin, auteur du projet du palais lumineux pour l'exposition de 1900 ; bas-relief, fondu en glace par la société des glacières de Saint-Gobain, au Salon de 1898
- Deux médaillons (portraits) : 1° Pauline Savary ; 2° Léon Léonard, au Salon de 1909

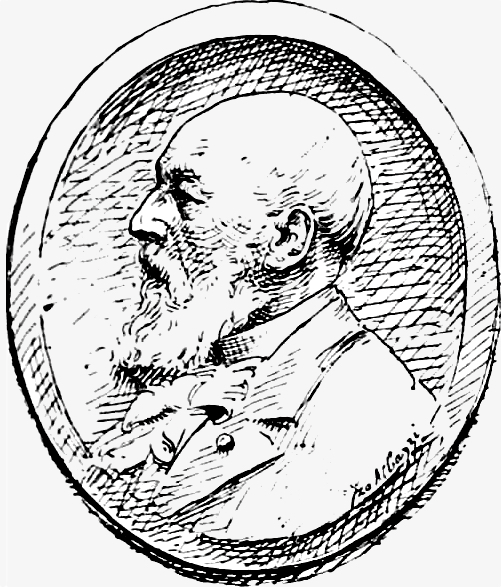
Alfred Darcel, par Albazzi